# Rencor
Rencor és una pel·lícula espanyola de 2002 dirigida per Miguel Albaladejo, la cinquena d'aquest director i aquest cop sense guió d'Elvira Lindo i protagonitzada per Lolita Flores. Fou rodada a Cullera i el Mar Menor.

## Sinopsi
Chelo Zamora és una cantant en hores baixes que actua en restaurants barats i hotels de platja. En un poble turístic de la costa valenciana, ensopega per casualitat amb Toni, un delinqüent d'estar per casa que es guanya la vida llogant els patins a la platja i que foren amants. Tornar a trobar-se amb ell desperta en Chelo records d'una història passada i tèrbola. A partir d'aquest moment, no desistirà de la seva obstinació d'arruïnar-li la vida a l'home que considera culpable de la seva dissort en la seva carrera artística.

## Repartiment
- Lolita Flores...	Chelo
- Jorge Perugorría...	Toni
- Elena Anaya...	Esther
- Mar Regueras 	...	Natalia
- Jorge Alcázar 	...	Paco
- Roman Luknár 	...	Román
- Geli Albaladejo...	Maribel
- Noé Alcázar	 ...	Miguel Ángel
- Roberto Hernández 	...	Marcos
- Joan Monleón 	...	Francisco

## Premis i nominacions
Medalles del Cercle d'Escriptors Cinematogràfics
| Categoria       | Candidat      | Resultat |
| --------------- | ------------- | -------- |
| Premi revelació | Lolita Flores | Nominada |

Premis Goya
| Any  | Categoria                | Persona       | Resultat   |
| ---- | ------------------------ | ------------- | ---------- |
| 2002 | millor actriu revelació  | Lolita Flores | Guanyadora |
| 2002 | millor actriu secundària | Mar Regueras  | Nominada   |